# 东沙银锦蛤
东沙银锦蛤（学名：Nucula pratasensis），是弯锦蛤目银锦蛤科银锦蛤属的一种。主要分布于台湾，常栖息在深海。